# Kyiv Futsal
«Kyiv Futsal» (до липня 2025 року — Футзальний клуб «Аврора» (Київ)) — український футзальний клуб з міста Києва. Заснований у 2011 році.

## Історія
Перший свій поєдинок команда «Аврора» провела 23 серпня 2011 року в Італії зі збірною спортивного танцю цієї країни.
На той момент гравцями команди здебільшого були танцюристи, але згодом за «Аврору» пограли і відомі в минулому футболісти — Сергій Нагорняк та Едуард Цихмейструк.
З 2014 року ФК «Аврора», переважно грала в різноманітних аматорських турнірах Києва та вигравала чимало медалей. У серпні 2019 року команду очолив колишній гравець футбольних «Зорі» та «Севастополя» Євген Олександрович Задорожний. Саме з ним команда дійшла до рівня еліти українського футзалу — Екстра-ліги.
У першому сезоні в Екстра-лізі «Аврора» зайняла третє місце в регулярному чемпіонаті, пропустивши вперед лише грандів українського футзалу «ХІТ» та «Ураган», але в плей-оф поступилась в 1/4 фіналу. Крім того, у Кубку України кияни дійшли до фіналу, в якому лише в екстра-таймах поступилися «Урагану».
Два гравці «Аврора» — Ростислав Семенченко та Юрій Савенко — в складі збірної України стали бронзовими призерами Чемпіонату світу з футзалу-2024. Крім того, Ростислав Семенченко виграв індивідуальну нагороду «бронзовий м'яч», як третій найкращий гравець турніру.
Наприкінці липня 2025 року футзальний клуб «Аврора» офіційно оголосив про зміну назви та клубної емблеми. В основі логотипа — національний символ України, тризуб, що уособлює любов до рідної країни та міста. «Kyiv Futsal» — це об'єднання «Аврори» та «SkyUp Futsal» (бронзовий призер Екстра-ліги сезону 2024/2025). Клуби вирішили об'єднати зусилля для оптимізації витрат та гідного виступу у футзальній Лізі чемпіонів. Після завершення процедур команда офіційно стартуватиме під новим ім'ям у сезоні 2025/2026.

## Керівництво та тренерський штаб
- Дмитро Влох — президент
- Руслан Катаранчук — виконавчий директор
- Євген Задорожний — головний тренер
- Олександр Акименко — помічник тренера
- Олексій Сагайдаченко — тренер воротарів

## Досягнення

#### Чемпіонат України
- Третє місце регулярного чемпіонату 2023/2024

#### Кубок України
- Фіналісти Кубка України-2023/2024

#### Інші турніри
- Чемпіони Бізнес-ліги Києва 2023 року
- Володарі Rejo Cup Києва 2022 року
- Чемпіони Золотого дивізіону Street Football Challenge Kyiv 2019 року